# Símbolos Banpo

Símbolos Bànpō. Según Yu Shengwu (于省吾), × = 五 (cinco), ＋ = 七 (siete), = 十 (diez), = 二十 (veinte), Ｔ = 示 (ver)，↑ = 矛 (lanza).

Símbolos Banpo (en escritura china, 半坡陶符) es el nombre dado a una serie de 27 marcas encontradas sobre artefactos prehistóricos, descubiertos en las excavaciones arqueológicas de Banpo, en Shaanxi, relacionadas con la cultura de Yangshao. Estas marcas han sido halladas también en otros yacimientos de la cultura de Yangshao, en Shaanxi.
Las marcas podrían estar vinculadas con la escritura presente en los huesos oraculares chinos; si bien esta opinión es cuestionada, afirmándose al contrario que estas señales no constituyen una forma de escritura. 
La mayor parte de los fragmentos en los que se encuentran, muestran una única marca, o dos en algunos casos, habiendo sido datadas ca. 4000 a. C.